# Дорел Симион
Мариан Симион (рођен 14. септембра 1975. у Букурешту) је румунски боксер ромског поријекла који се такмичио на Олимпијским играма.

## Спортски успјеси
Дорел Симион је освојио бронзану медаљу у велтер категорији на Љетњим олимпијским играма 2000. године. 
Олимпијски резултати укључују побједе:
- Рубен Фучу (Порто Рико) RSCO 3
- Роберто Гвера (Куба) 11—7
- Стивен Кихлер (Њемачка) 26—14

и пораз:
- Олег Саитов (Русија) 19—10

Његови велики успјеси су и освојено злато на Свјетском првенству у боксу 1997. године у Будимпешти и Европском првенству у боксу 1998. године у Минску.

## Приватни живот
Млађи је брат олимпијског боксера Мариана Симиона.